# الدوري النرويجي الممتاز 2012
الدوري النرويجي الممتاز 2012 (بالنرويجية: Tippeligaen 2012)‏ هو الموسم 68 من  الدوري النرويجي الممتاز. أقيم خلال الفترة 23 مارس 2012 وحتى 18 نوفمبر 2012، وكان عدد الأندية المشاركة فيه  16، وفاز فيه نادي مولده.